# Alan Kernaghan
Alan Kernaghan (Otley, 25 de abril de 1967) é um ex-futebolista profissional e atualmente treinador de futebol irlandês.

## Carreira

### Clubes
Jogou boa parte da carreira no Middlesbrough, onde iniciou a carreira em 1985. Até 1993, foram 202 jogos e 16 gols - teve curta passagem por empréstimo no Charlton, em 1991. Passou ainda por Manchester City, Bolton,  Bradford City, St. Johnstone (mestes últimos, por empréstimo - foi contratado em definitivo pelo St. Johnstone em 1997), Brechin City, Clyde (jogador-treinador), Livingston, Falkirk e  Dundee, onde parou de jogar em 2006, aos 39 anos de idade - no Dundee, exercia também a função de técnico.
Seu último trabalho como treinador foi no Brentford, em 2013, assumindo a vaga deixada pelo alemão Uwe Rösler.

### Seleção
Criado em Bangor, na Irlanda do Norte, Kernaghan chegou a defender uma seleção de estudantes por 6 vezes. Como não possuía descendência norte-irlandesa, não seria elegível para defender a seleção principal.
Acabou optando em defender a seleção principal da Irlanda, uma vez que sua avó era deste país. Convocado para a Copa de 1994, Kernaghan não chegou a entrar em campo em nenhuma das quatro partidas da Irlanda, que capitularia nas oitavas-de-final ao perder de 2 a 0 para a Holanda.
Com a não-classificação irlandesa para a Eurocopa de 1996, Kernaghan encerrou sua carreira internacional após ficar fora dos planos do novo selecionador, Mick McCarthy. Em quatro anos vestindo a camisa da Irlanda, foram 22 jogos e um gol marcado.